# Gillersklack

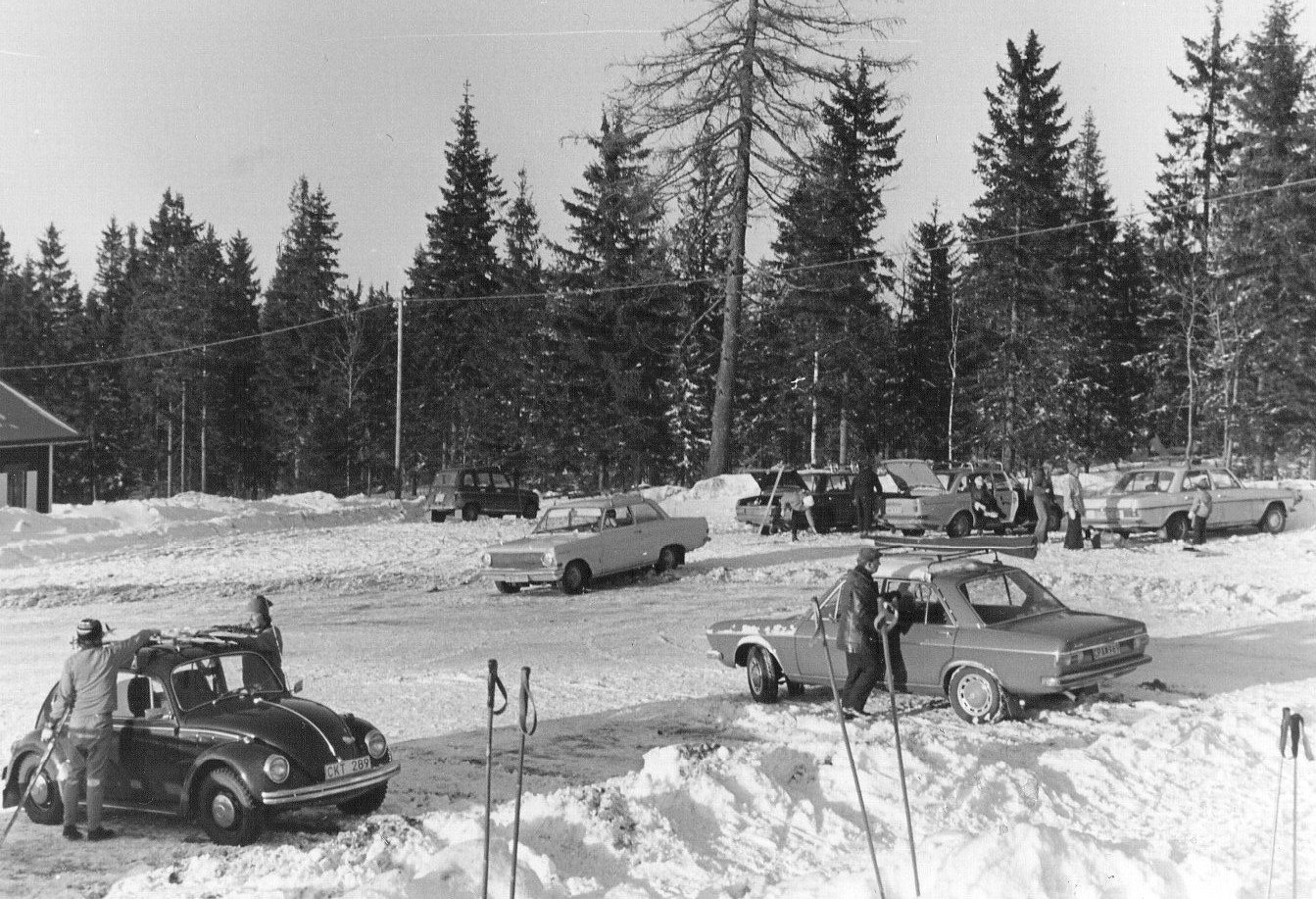
Gillersklack, 1975.

Gillersklack (eller Klacken) är en, numera nedlagd, fritidsanläggning cirka 7 kilometer norr om Kopparberg.
Dock finns fina vandringsleder kvar, samt en stugby.

## Vinter

### Utförsåkning
Det finns totalt sex utförspister och alla bjuder på olika svårighetsgrad. Eftersom skidanläggningen är permanent stängd så är det mycket tveksamt om skidbackarna är öppna. För de unga finns också en pulkabacke i utförsområdet.

### Längdskidor
Totalt 19 km längdskidspår finns. Trekilometersslingan är anläggningens kortaste. Det längsta spåret är 11 km och är på en skogsbilväg.

## Sommar
På sommaren finns möjlighet till bland annat vandring, fiske och paddling.Simhallen är permanent stängd